# Rana djinak
 (novembre 2018).
Rana djinak ou encore Ahna Jinak, est une chanson populaire et traditionnelle algérienne, qui puise ses origines dans le style musical arabo-andalous d'Alger.

## Origine et histoire
Rāna jīnak signifie « Nous sommes venus à vous ». À l'origine cette musique était chantée lors des cérémonies religieuses telles que les visites des tombeaux des saints musulmans d'Alger à titre d'exemple l'illustre marabout Sidi Ramdane, le théologien Sidi Abderrahman et-Thaâlibi ou encore Sidi M'hamed.  
Cette chanson sera reprise par les orchestres féminins traditionnels d'Alger appelés les "msamaa", pour être interpréter dans les mariages en arrivant dans le domicile de la mariée. La plus vieille bande sonore audible aujourd’hui est celle du maître féminin l'algéroise Maalma Yamna Bent El Hadj El Mahdi enregistré en 1912 à Alger.
La chanson est jouée en 1905, lors de l'ouverture du quatorzième Congrès International des Orientalistes qui s'est déroulé à Alger, où un groupe de msemmaat a accueilli le public avec cette chanson.

## Interprètes
- Mâalma Yamna
- Meriem Fekkaï
- Fadhéla Dziria
- Hadj El Anka
- Rachid Nouni
- Naima Dziria
- Cherifa Bouchemlal
- Salim Halali
- Fella El Djazairia